# Collocatie (taalkunde)
In de taalkunde wordt de term collocatie in de lexicologie en de corpuslinguïstiek gebruikt. Verschillende taalkundigen gebruiken het echter op verschillende manieren, maar het gaat wel steeds om kleine min of meer vaste woordgroepen en zinsdelen ofwel constituenten.

## Definities van collocatie
De drie meest gebruikte manieren om een collocatie te beschouwen zijn:
1. Een groep van twee of meer woorden die een fraseologisme vormen, dat wil zeggen niet of niet volledig doorzichtig zijn in betekenis, zoals met name het geval is met idioom en spreekwoorden.
2. De uitkomst van een zogenaamde lexicale functie: het ene deel van de woordgroep roept het andere als het ware op.
3. Als twee woorden die vaker bij elkaar voorkomen dan je statistisch zou mogen verwachten. Deze definitie van een collocatie wordt veel gebruikt in de corpuslinguïstiek.

Wat vaak als 'verkeerde woordkeuze' wordt bestempeld, zoals 'krachtige koffie' in plaats van 'sterke koffie', is in feite een foutieve collocatie.

## Collocaties als halfdoorzichtige woordgroep
Een woordgroep bestaat uit twee of meerdere woorden die in syntactisch opzicht een eenheid vormen, bijvoorbeeld een zelfstandig naamwoord en een werkwoord ('water drinken'), of een zelfstandig naamwoord en een bijvoeglijk naamwoord ('donker bier'). Er zijn grofweg drie niveaus van doorzichtigheid wat betreft de betekenis van de woordgroep als geheel.
- Ten eerste kan de betekenis van de woordgroep als geheel als het ware de som zijn van de twee losse betekenissen. Zo omvat de woordgroep 'groen huis' zowel de betekenis 'groen' als 'huis'. Deze woordgroepen worden regelmatige woordgroepen ofwel gewone fraseologische eenheden genoemd.
- Ten tweede kan de betekenis van de woordgroep gedeeltelijk of geheel ondoorzichtig zijn (geworden). De betekenis van een uiltje knappen heeft niets te maken met de losse delen een uiltje en knappen. Dit wordt idioom ofwel een bijzondere fraseologische eenheid/fraseologisme genoemd.
- Ten derde kan een van de delen van de woordgroep doorzichtig zijn en het andere deel ondoorzichtig. Zo bevat de uitdrukking de tafel dekken wél de standaardbetekenis van tafel, maar niet die van dekken. Dat is met name te zien als de groep woord voor woord in een andere taal wordt vertaald. Hier als voorbeeld met het Engels: to cover the table is op zichzelf goed Engels, maar niet het vertaalequivalent van de tafel dekken; in de gegeven context is to lay namelijk de enige goede vertaling van dekken. Dergelijke complexere woordgroepen worden tevens tot de fraseologismen gerekend.

Als A de betekenis van het eerste woord zou zijn, B de betekenis van het tweede woord en C de betekenis van de woordgroep als geheel, kunnen de drie niveaus als volgt uitgebeeld worden – waarbij binnen de schuine strepen de delen staan, die overeenkomen met de betekenis binnen de collocatie:
C = /A,B/    Regelmatige woordgroep (voorbeeld: 'groen huis')
C = // AB    Idioom (voorbeeld: 'uiltje knappen')
C = /A/ B    Collocatie (voorbeeld: 'tafel dekken')
Door middel van een dergelijke visualisatie wordt meteen de naamgeving van de term collocatie duidelijk (letterlijk 'naast-plaatsing').

## Collocaties als uitkomst van een lexicale functie
De Oekraïense taalkundige Igor Mel'čuk introduceerde de term 'lexical function' in de lexicologie. In de volgende formulering staat de LF voor de toegepaste functie, de X voor een willekeurig woord en de Y voor de resulterende collocatie:
Y=X(LF)
Voorbeeld: troep wolven = wolf (mult)
In het bovenstaande voorbeeld is de functie 'mult' gebruikt, die staat voor 'een groep x'. Andere bekende functies van Mel'čuk zijn 'oper1' (ongeveer 'het doen van x'), 'funct' ('het functioneren van x') en 'fin' ('het beëindigen van x'). In deze Mel'čukiaanse context staat collocatie dus voor de uitkomst van een lexicale functie op een woord x.

## Collocaties als taalstatistisch verschijnsel
In de corpuslinguïstiek wordt met collocatie specifiek bedoeld: het vaker bij elkaar voorkomen van twee woorden dan in statistisch opzicht verwacht mag worden. Om deze collocaties te vinden, worden statistische operaties uitgevoerd op zogenaamde taalcorpora, een grote hoeveelheid digitale teksten uit uiteenlopende bronnen. Het woord waarmee gezocht wordt, heet de node, de woorden die daarbij gevonden worden heten collocates. De node komt overeen met de X in de lexicale functie, en de collocates met de Y (zie de paragraaf hiervoor). Collocates bij het woord 'konijn' zijn bijvoorbeeld 'hol', 'huppelen' en 'villen'. In de corpuslinguïstiek wordt echter niets gezegd over de semantische relatie tussen twee woorden, wat wel het geval is bij de lexicologische interpretatie. Wel komt het statistische en pragmatische aspect van collocaties hier meer naar voren.

## Soorten collocatie
Naast de corpuslinguïstische interpretatie van collocatie, worden collocaties ingedeeld in meerdere soorten collocaties, op basis van de delen die zij bevatten. De meest genoemde collocatiesoorten zijn de volgende:
- Lexicale collocatie: een collocatie bestaande uit twee inhoudswoorden. Hierbinnen kan weer een onderverdeling gemaakt worden naar de gebruikte woordsoorten, zoals:
  - Nominale collocatie: een collocatie waarbij een zelfstandig naamwoord de kern vormt (zoals 'kudde gazellen')
  - Verbale collocatie: een collocatie waarbij een werkwoord de kern vormt (zoals 'luidkeels roepen')
  - Adjectivale collocatie: een collocatie waarbij een bijvoeglijk naamwoord de kern vormt (zoals 'schreeuwend geel')
- Grammaticale collocatie: een collocatie bestaande uit ten minste één grammaticaal woord, zoals 'op school'